# Maluai Indah
Maluai Indah is een bestuurslaag in het regentschap Ogan Komering Ulu van de provincie Zuid-Sumatra, Indonesië. Maluai Indah telt 1268 inwoners (volkstelling 2010).